# 43841 Marcustacitus
43841 Marcustacitus è un asteroide della fascia principale interna. Scoperto nel 1993, presenta un'orbita caratterizzata da un semiasse maggiore pari a 2,421631 UA e da un'eccentricità di 0,156120, inclinata di 0,871231° rispetto all'eclittica. Ha un diametro di 2,598 km e un'albedo di 0,345.
Fa parte della famiglia di asteroidi Massalia.
L'asteroide è dedicato a Marco Claudio Tacito, celeberrimo storico latino.